# Homogyna
Homogyna is een geslacht van vlinders uit de familie wespvlinders (Sesiidae), onderfamilie Sesiinae.
Homogyna is voor het eerst wetenschappelijk beschreven door Le Cerf in 1911. De typesoort is Homogyna alluaudi.

## Soorten
Homogyna omvat de volgende soorten:
- H. albicincta Hampson, 1919
- H. alluaudi Le Cerf, 1911
- H. bartschi de Freina, 2011
- H. endopyra (Hampson, 1910)
- H. ignivittata Hampson, 1919
- H. porphyractis Meyrick, 1937
- H. pygmaea (Rebel, 1899)
- H. pygmaeum (Rebel, 1899)
- H. pyrophora Hampson, 1919
- H. pythes (Druce, 1899)
- H. sanguicosta Hampson, 1919
- H. sanguipennis (Meyrick, 1926)
- H. spadicicorpus Prout, 1919
- H. xanthophora (Hampson, 1910)